# Udenrigsministerium
Et udenrigsministerium er et ministerium, der tager sig af et lands udenrigspolitik.
Udenrigsministeren er ministeriets leder, men i mange lande har udenrigsministeriet mere end én minister på lønningslisten: i Danmark har Udenrigsministeriet fem ministre: udenrigsministeren, europaministeren, Handels- og investeringsministeren, Ministeren for nordisk samarbejde og Ministeren for udviklingsbistand. Ministeren for udviklingsbistand er også Minister for nordisk samarbejde.